# NGC 7595
NGC 7595 é uma galáxia elíptica (E) localizada na direcção da constelação de Pegasus. Possui uma declinação de +09° 55' 56" e uma ascensão recta de 23 horas, 18 minutos e 30,2 segundos.
A galáxia NGC 7595 foi descoberta em 1880 por -.